# Brian Bonin
Brian Raymond Bonin (* 28. November 1973 in Saint Paul, Minnesota) ist ein ehemaliger US-amerikanischer Eishockeyspieler, der im Verlauf seiner aktiven Karriere zwischen 1992 und 2005 unter anderem 15 Spiele für die Pittsburgh Penguins und Minnesota Wild in der National Hockey League auf der Position des Centers bestritten hat. Bonin, der unter anderem den Hobey Baker Memorial Award und eine Bronzemedaille bei der Weltmeisterschaft 1996 gewann, spielte jedoch hauptsächlich in der American Hockey League und International Hockey League.

## Karriere
Bonin spielte zwischen 1989 und 1992 an der White Bear Lake High School und wurde direkt aus der High School heraus im NHL Entry Draft 1992 in der neunten Runde an 211. Stelle von den Pittsburgh Penguins aus der National Hockey League ausgewählt, nachdem er in der Vorsaison die Auszeichnung zum Minnesota Mr. Hockey, dem besten Highschool-Spieler des Bundesstaates Minnesota, erhalten hatte. Im Anschluss daran begann der Stürmer sein Studium an der University of Minnesota statt direkt in den Profibereich zu wechseln. Er verbrachte zwischen 1992 und 1996 eine überaus erfolgreiche Juniorenkarriere an der Universität. Gleich in seinem ersten Collegejahr, ab dem er parallel zu seinem Studium für die Eishockey-Universitätsmannschaft in der Western Collegiate Hockey Association, einer Division im Spielbetrieb der National Collegiate Athletic Association, aufs Eis ging, schaffte es der Angreifer mit der Mannschaft die Broadmoor Trophy zu gewinnen. Im folgenden Jahr wiederholte das Team den Titelgewinn. Ab der Saison 1994/95 war Bonin integraler Bestandteil der Golden Gophers. Zwar verpasste die Mannschaft den erneuten Titelgewinn, jedoch wurde Bonin unter anderem als bester Spieler der WCHA ausgezeichnet. Dafür hatte er in 44 Spielen 63 Scorerpunkte erzielt. Darüber hinaus war der Angreifer einer der zehn Spieler in der Endauswahl für den Hobey Baker Memorial Award, mit dem der beste Collegespieler des Landes ausgezeichnet wurde. Diesen – wie auch die Broadmoor Trophy – gewann er am Ende seines letzten Universitätsjahres im Frühjahr 1996, in dem er zahlreiche weitere Auszeichnungen erhielt; er hatte sich dafür in 42 Spielen noch einmal auf 81 Punkte gesteigert. Damit schloss der Stürmer seine Collegekarriere mit 216 Punkten in 166 Einsätzen ab.
Im Sommer 1996 wechselte der US-Amerikaner nach dem erfolgreichen Abschluss seines Studiums in den Profibereich. Obgleich seiner herausragenden Leistungen am College gelang es ihm in den folgenden Jahren nicht, sich in der NHL zu etablieren. Während seiner drei Jahre im Franchise der Penguins spielte er mit der Ausnahme von acht Partien in der Saison 1998/99 ausschließlich in der American Hockey League und International Hockey League. Dort kam er für die Cleveland Lumberjacks, Syracuse Crunch, Kansas City Blades und Adirondack Red Wings zum Einsatz. Zur Saison 1999/2000 wechselte Bonin als Free Agent zu den Vancouver Canucks, wo ihm ebenfalls nicht der Durchbruch gelang und er wieder für die Syracuse Crunch spielte. Nach Auslauf des Einjahresvertrags fand er in den neu in die Liga aufgenommenen Minnesota Wild einen neuen Arbeitgeber in der NHL. Dort war er aber ebenfalls hauptsächlich für das Farmteam Cleveland Lumberjacks in der IHL aktiv und bestritt nur sieben Spiele für Minnesota selbst.
Um seiner Karriere noch einmal Schwung zu verleihen, entschied sich Bonin im Sommer 2001 zu einem Wechsel ins Ausland. Er schloss sich für die folgenden beiden Spieljahre bis zum Sommer 2003 den SCL Tigers aus der Schweizer Nationalliga A an. Anschließend erhielt er einen Zweijahresvertrag bei den Kölner Haien aus der Deutschen Eishockey Liga, der aber kurz vor dem Start der Saison 2003/04 in beiderseitigem Einverständnis aufgelöst wurde, da der Mittelstürmer an einer Handgelenksverletzung laborierte. Nach einer mehr als einjährigen Pause wurde er im Dezember 2004 von den Worcester Ice Cats aus der AHL verpflichtet. Nach vier Einsätzen bis zum Ende der Spielzeit beendete er im Sommer 2005 im Alter von 31 Jahren seine aktive Karriere vorzeitig.

### International
Für sein Heimatland stand Bonin bei der Weltmeisterschaft 1996 in der österreichischen Hauptstadt Wien auf dem Eis. Dabei kam der Stürmer in allen acht Turnierpartien der US-Boys zum Einsatz und erzielte dabei einen Treffer. Am Ende der Welttitelkämpfe stand der Gewinn der Bronzemedaille.

## Erfolge und Auszeichnungen
| - 1992 Minnesota Mr. Hockey - 1993 Broadmoor-Trophy-Gewinn mit der University of Minnesota - 1994 Broadmoor-Trophy-Gewinn mit der University of Minnesota - 1995 WCHA First All-Star Team - 1995 WCHA Player of the Year - 1995 NCAA West First All-American Team - 1996 Broadmoor-Trophy-Gewinn mit der University of Minnesota | - 1996 WCHA First All-Star Team - 1996 WCHA Player of the Year - 1996 WCHA Tournament Most Valuable Player - 1996 NCAA West First All-American Team - 1996 Hobey Baker Memorial Award - 2000 IHL-Spieler des Monats Dezember - 2001 IHL Second All-Star Team |

### International
- 1996 Bronzemedaille bei der Weltmeisterschaft

## Karrierestatistik

### International
Vertrat die USA bei:
- Weltmeisterschaft 1996

(Legende zur Spielerstatistik: Sp oder GP = absolvierte Spiele; T oder G = erzielte Tore; V oder A = erzielte Assists; Pkt oder Pts = erzielte Scorerpunkte; SM oder PIM = erhaltene Strafminuten; +/− = Plus/Minus-Bilanz; PP = erzielte Überzahltore; SH = erzielte Unterzahltore; GW = erzielte Siegtore; 1 Play-downs/Relegation; Kursiv: Statistik nicht vollständig)